# 숲작은쌀쥐
숲작은쌀쥐(Microryzomys minutus)는 비단털쥐과 작은쌀쥐속에 속하는 설치류이다. 볼리비아와 콜롬비아, 에콰도르, 페루, 베네수엘라에서 발견되지만, 개체군이 한 종 이상으로 분리될 수도 있다.

## 특징
숲작은쌀쥐는 황토색과 황갈색을 띠며 등 쪽과 배 쪽의 색이 아주 작은 대조를 이룬다. 꼬리는 단색이고, 다 자라면 최소 110mm 정도가 된다. 발 윗면은 진한 반점 무늬를 갖고 있으며 뒷발은 비교적 넓고, 큰 중족골을 갖는다. 두개골은 근연종 고지대작은쌀쥐보다 좁고 짧으며 덜 단단하고, 이런 특징을 통해 이 두 종을 구별할 수 있다. 핵형은 2n=58이다.

## 분포 및 서식지
남아메리카 안데스 산맥의 토착종으로 주로 해발 2000~3500m에서 발견되지만, 특히 800~4265m에서 특히 더 서식한다. 분포 지역은 카리브해 해안 지역과 베네수엘라 메리다 산맥, 콜롬비아의 옥시덴탈 산맥과 센트랄 산맥, 오리엔탈 산맥 그리고 에콰도르와 페루, 볼리비아의 안데스 고지대 지역이다. 일차림과 이차림 산림 지대와, 우림, 소나무 숲, 아산대 관목 지대 그리고 파라모 지역의 가장자리 등을 포함한 다양한 습윤 숲 서식지에서 서식한다. 베네수엘라에서는 운무림에서 가장 흔하게 발견되는 설치류로 간주된다.

## 생태
숲작은쌀쥐는 씨앗과 과일, 풀 줄기, 곤충, 곤충의 애벌레 등을 먹는 잡식성 동물이다. 보통 땅에서 관찰되지만, 긴 꼬리와 넓은 발바닥을 통해 부분적으로 나무 위에서 생활을 하고 고지대작은쌀쥐보다 더 잘 오르는 것으로 추정된다.